# Роксбъри
Роксбъри (на английски: Roxbury) е град в окръг Личфийлд, Кънектикът, Съединени американски щати. Населението му е 2171 души (по приблизителна оценка от 2017 г.).
В Роксбъри умира драматургът Артър Милър (1915 – 2005). Тук е живял и актьорът Дъстин Хофман.